# Ever Given
Ever Given és un vaixell portacontenidors, un dels més grans del món, propietat de Shoei Kisen Kaisha (filial d’arrendament i arrendament de la gran empresa naval japonesa Imabari Shipbuilding), i és operat per la companyia naviliera i de transport taiwanesa Evergreen Marine. Ever Given està registrat a Panamà i la seva gestió tècnica és responsabilitat de l'empresa alemanya de gestió de vaixells Bernhard Schulte Shipmanagement (BSM).
El març de 2021, mentre viatjava de Tanjung Pelepas, Malàisia a Rotterdam, Països Baixos, el vaixell va encallar al canal de Suez, bloquejant-lo durant sis dies, abans que les tripulacions de salvament el poguessin alliberar el 29 de març.

## Descripció
Ever Given és un dels 13 vaixells portacontenidors construïts segons el disseny Imabari 20000 desenvolupat per Imabari Shipbuilding. Amb una longitud total de 399,94 metres, és un dels vaixells més llargs en servei. El seu casc té una mànega de 58,8 metres, una profunditat de 32,9 metres i un calat complet de 14,5 metres. Ever Given té un pes brut de 220.940; un pes net de 99.155; i un pes mort de 199.629 tones. La capacitat del contenidor del vaixell és de 20,124 TEU.
Com la majoria de vaixells portacontenidors grans, el motor principal és un dièsel de dos temps de baixa velocitat. Es tracta d’un motor recte d’11 cilindres fabricat amb llicència Mitsui-MAN B&amp;W 11G95ME-C9. Juntament amb una hèlice de pas fix, té una classificació de 59,300 kW (79,500 cavall de vapor) a 79 rpm i dona al vaixell una velocitat de servei de 22,8 nussos (42,2 km/h; 26,2 mph). El vaixell també compta amb quatre generadors auxiliars de dièsel Yanmar 8EY33LW en línia recta. Per maniobrar als ports, Ever Given té dos propulsors de proa de 2,500 kW (3,400 hp).
El nom "Evergreen" escrit amb lletres grans al casc fa referència al nom de la firma taiwanesa que opera el vaixell, Evergreen Marine.

## Història operativa

### Col·lisió d'Hamburg de 2019
El 9 de febrer de 2019, el vaixell va atacar i va fer malbé un transbordador HADAG de 25 metres d’eslora a Blankenese, prop del port d’Hamburg. Dos minuts després de la col·lisió, es va emetre una prohibició de trànsit al riu Elba a causa del fort vent.

### Accident al Canal de Suez de 2021

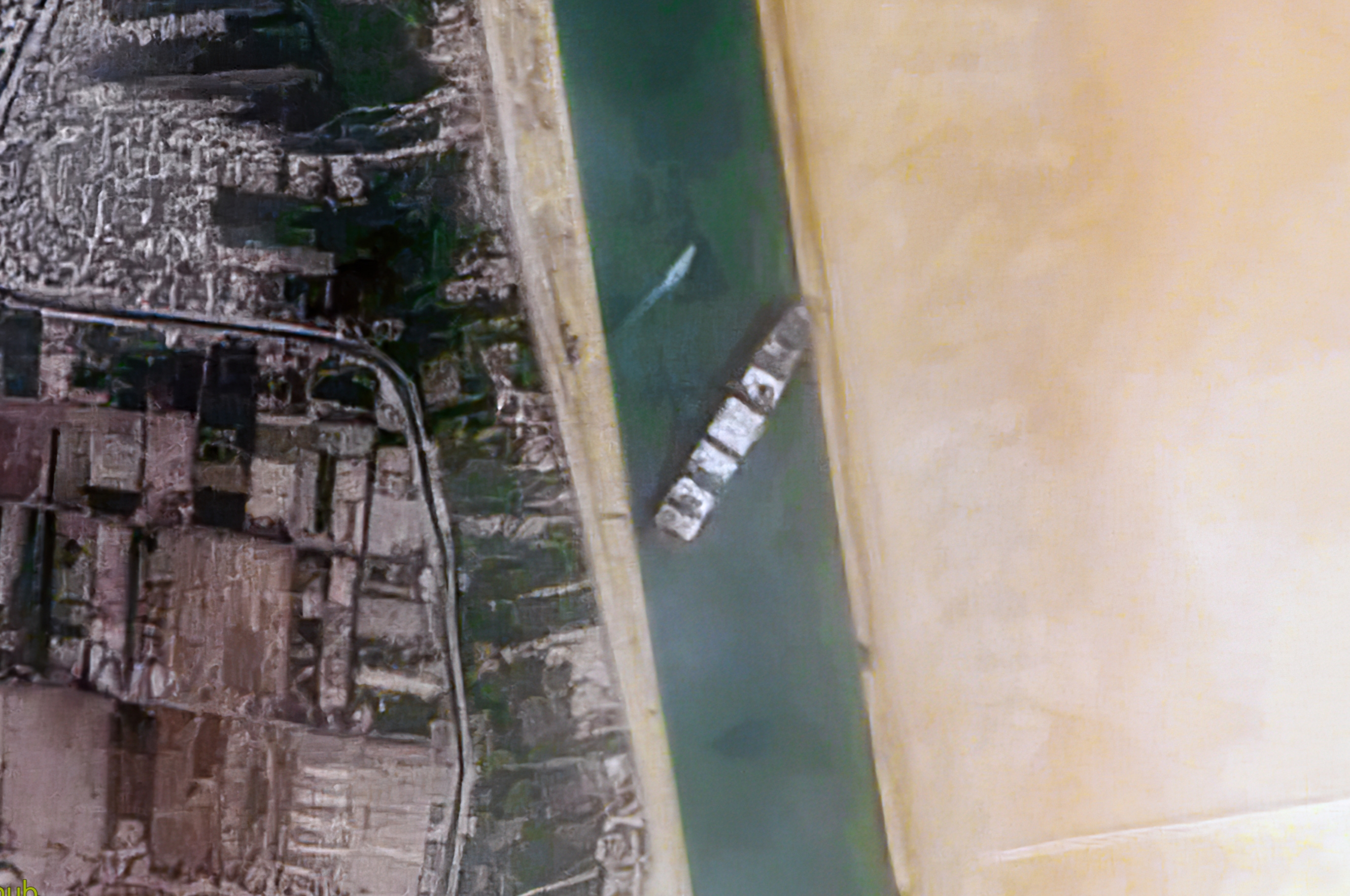
Imatge de satèl·lit de lEver Given bloquejant el canal de Suez.

El 23 de març de 2021 a les 07:40 hora Europeu de l’Est (UTC+02:00), el vaixell passava pel canal de Suez de camí cap a Rotterdam des de Tanjung Pelepas quan es va quedar atrapat a prop del poble de Manshiyet Rugola i va bloquejar el canal. Segons un comunicat de l'Autoritat del Canal de Suez, el vaixell va encallar en diagonal després de perdre la capacitat de governar enmig de forts vents i una tempesta de pols. En un comunicat separat, Evergreen Marine va dir que se li havia dit que el vaixell es creia que va ser colpejat per un fort vent sobtat, que va provocar que el casc es desviés de la via fluvial i que accidentalment va tocar el fons. El vaixell va acabar amb la proa encunyada en un marge del canal i la popa gairebé tocant l'altra.
El vaixell havia estat en cinquè lloc en un comboi cap al nord, amb quinze vaixells al darrere quan va encallar. El trànsit en ambdues direccions es va bloquejar, cosa que va provocar un embús de més de dos-cents vaixells. El 24 de març, Bernhard Schulte Shipmanagement (BSM), l'empresa gestora tècnica que gestiona el portacontenidors, va negar informes anteriors que el vaixell s'hagués reflotat parcialment. A més, els experts en comerç estan preocupats pel retard de la cadena de subministrament i la tensió a causa del retard indefinit dels vaixells atrapats i d'altres vaixells que tenien previst creuar el Canal de Suez.
Vuit remolcadors van treballar per reflotar el vaixell en col·laboració amb una excavadora Komatsu que eliminava la sorra del costat del canal on es troba falcada la proa del vaixell. Després d'un descans nocturn, els treballs de rescat es van reprendre el matí del 25 de març.
El 25 de març, es va informar que un funcionari egipci sense nom va dir que reflotar el vaixell trigaria dies si no setmanes. El Tinent general Ossama Rabei, cap de l'Autoritat del Canal de Suez (SCA en anglès), va anunciar: "El canal de Suez no escatimarà cap esforç per garantir la restauració de la navegació i servir al moviment del comerç mundial". BSM i SKK van dir que els 25 tripulants estaven segurs i tinguts en compte. Tots els tripulants són de nacionalitat índia i romanen a bord. I no hi havia hagut "cap denúncia de ferits ni de contaminació". Els meteoròlegs egipcis van informar que els forts vents i una tempesta de sorra havien afectat la zona el dia de la posada a terra, amb vents amb ràfegues de fins a 50 quilòmetres per hora (31 mph).
En fer una conferència de premsa el 27 de març, Rabie va dir que les condicions meteorològiques "no eren les raons principals" de la posada a terra del vaixell, i va afegir: "Pot haver-hi errors tècnics o humans... Tots aquests factors es faran palesos en la investigació".
El vaixell es va alliberar parcialment de sediments amb l'ajut de deu remolcadors, dos dels quals amb una força de 70 tones, que havien estirat el vaixell en quatre direccions diferents, i va tornar a surar el 29 de març de 2021 a les 5:52 del matí. La nau finalment va ser alliberada a la tarda a les 15:05 EGY (13:05 UTC), i el vaixell va començar a remolcar cap al Gran Llac Amarg per inspecció tècnica.